# ビーマス
株式会社ビーマス（英文社名；bemous Co., Ltd.）は、東京都渋谷区に本社を置く日本の芸能プロダクション、モデルエージェンシー。

## 沿革・概要
2008年10月、東京都渋谷区渋谷2-19-20 ナビ渋谷ビル9Fに設立。エンタテイメント事業部では、「VENUS COLLECTION」をはじめとするファッションショー・各種イベントの企画・制作・プロデュースを行っており、グラビア事業部では、グラビアイメージDVD・写真集等のキャスティング・制作を主に行っている。2015年時点で公式HPはエラーとなっている

## 所属タレント
※2012年6月

### モデル
- 志摩マキ（大阪オートメッセ2012イメージガール）
- 小野真由
- 佐藤佳菜
- 大空美生
- 待井沙織
- 橋本泉
- 伊藤奈々茄
- 福島歩奈美
- 荒金千恵
- 嘉藤いぶき
- 大島美伊
- 佐藤まりえ
- 比嘉花恵
- 丸山春美

- 柴原里紗
- 郷杏樹
- 小森麻美
- 山村美紅
- 寺田彩乃
- 橋間美総喜
- 茂木世奈
- 藤村江里香
- 伊藤恵理香

## かつて所属していたタレント
| - 阿部美幸 - 飯田志穂 - 池上りえ - 石井美穂 - 石垣たくみ - 石渡かおり - 板井美緒 - 井上恵理子 - 植野有砂 - 上ノ宮梨花 - 上村真未 - 瓜屋茜（元AKB48研究生） - 江川伊万里 - 榎本彩花 - 大上留衣 - 大澤さやか - 小野関舞 - 片山都 - 勝田さちよ - 加藤くみこ - 加藤遥 | - 金子芽衣 - 亀井ひまわり - 柑谷あゆみ - 北村美優 - 熊乃あい - 小池佑佳 - 高坂小麦 - 小林未来 - 小堀美茄冬 - 小松崎真理 - 小山菜摘 - 近藤萌 - 斉藤衣香 - 酒井このみ - 佐河祐唯 - 桜木裕子 - 佐藤あずみ - 柴崎リリアンエリカ - 嶋田ひろみ - 城山美穂 | - 杉谷瑞希 - 杉山由紀子 - 須山加奈 - 関新菜 - 高島沙織 - 高野愛生 - 高橋千咲姫 - 高橋真理奈 - 武田静加 - 田添裕子 - 田中蘭子 - 立脇美命 - 富沢佳央里 - 中谷有梨沙 - 南雲綾乃 - 縄野加奈 - 新海令奈 - 二宮夏稀 - 根本弥生 - 白城華奈 - 畠山舞子 | - 花清まゆこ - 原田リサ - 濱名明日香（別名：あぴたん） - 藤原明子 - 藤原いつか - 藤原緑 - 古屋美鈴 - 保立莉奈 - 松崎麻美 - 松原舞 - 三田美子 - 森川千春 - 森早弓 - 望月晴加 - 唯唯 - 横山風花 - 吉田梨沙 - 渡辺萌依子 - 渡辺暢子 |